# 上齐伯尔
上齐伯尔是保加利亞蒙塔納州沃爾切德勒姆市鎮的村莊。